# Loop & Loop
"Loop & Loop" (ループ&ループ, Rūpu&Rūpu) je drugi singl japanskog rock sastava Asian Kung-Fu Generation s njihovog drugog studijskog albuma Sol-fa.  Singl je objavljen 19. svibnja 2004. te se nalazio na osmom mjestu Oricon ljestvice. Tekst je napisao pjevač Masafumi Gotō. Pjesma je kasnije korištena u Nintendovoj igri Osu! Tatakae! Ouendan.  

## Spot
Video spot za singl režirali su Kazuyoshi i Masafumi Gotō. U spotu članovi sastava sviraju u učionici u kojoj su četiri učenika. Učenici u spotu voze biciklu, preskaču uže i pretvaraju se da pjevaju, koristeći metle kao gitare. 

## Popis pjesama
1. "Loop & Loop" (ループ&ループ, "Rūpu&Rūpu")
2. "Entrance (uživo)" (エントランス(LIVE), "Entoransu (LIVE)")
3. "Rashinban (uživo)" (羅針盤(LIVE), "Rashinban (Live)")

## Produkcija
- Masafumi Goto - vokal, gitara
- Kensuke Kita - gitara, prateći vokal
- Takahiro Yamada – bas, prateći vokal
- Kiyoshi Ijichi – bubnjevi
- Asian Kung-Fu Generation – producent

## Ljestvica
| Godina | Ljestvica | Najviša pozicija |
| ------ | --------- | ---------------- |
| 2004.  | Oricon    | 8.               |